# John Quidor
John Quidor, né le 26 janvier 1801 à Tappan (État de New York) et mort le 13 décembre 1881 à Jersey City (New Jersey), est un peintre américain.

## Biographie

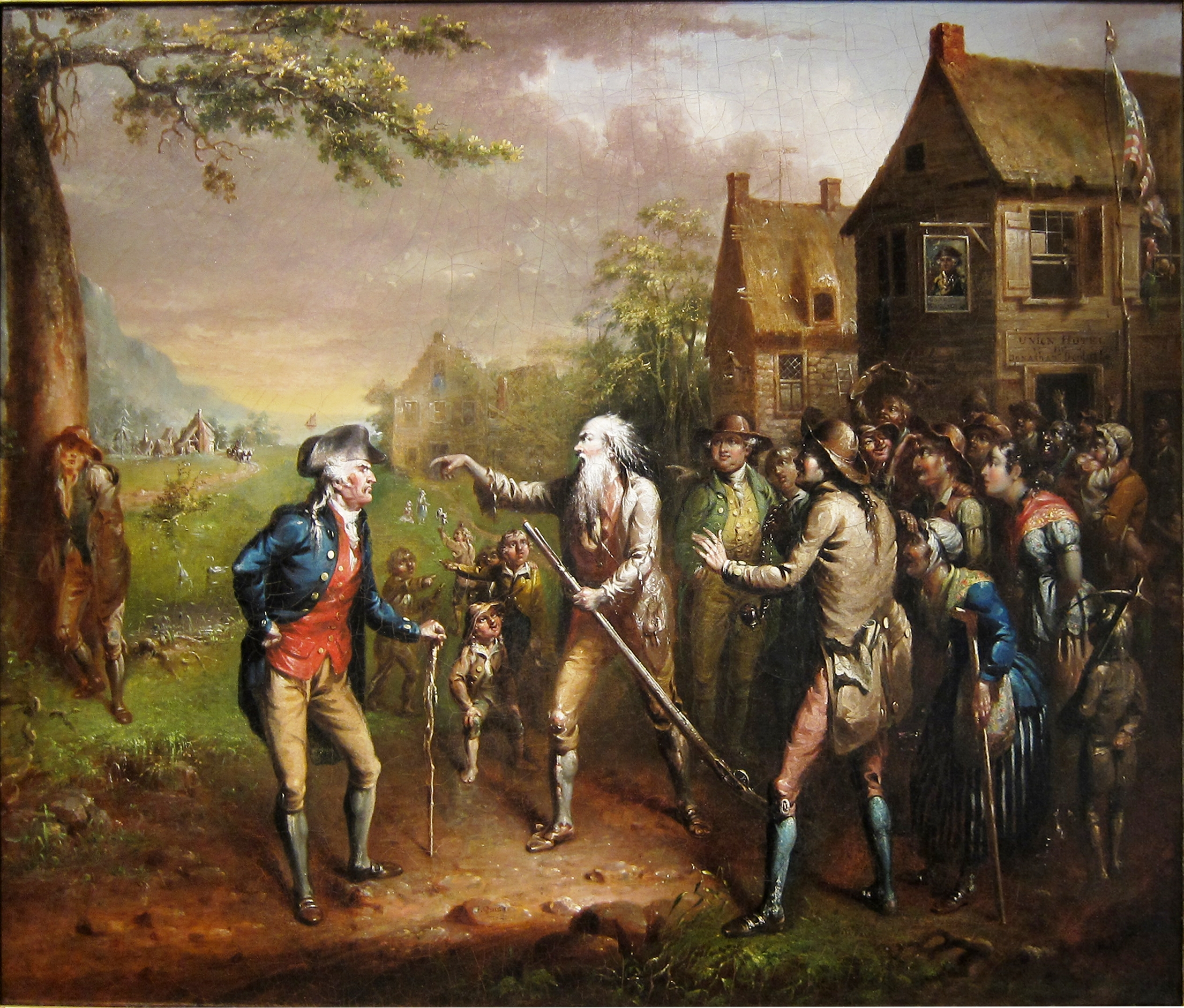
Rip Van Winkle, huile sur toile, 1829, Art Institute of Chicago.

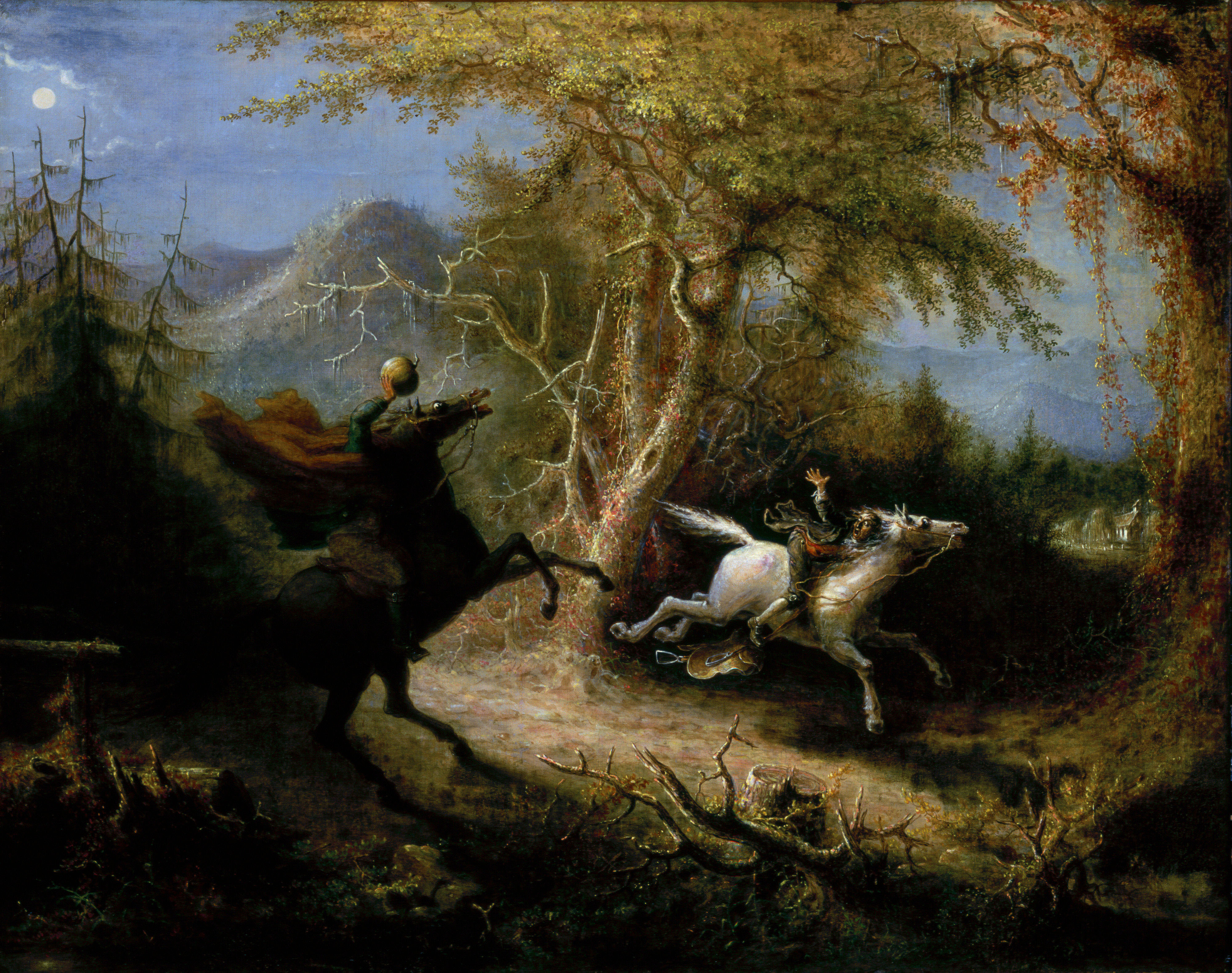
Le Cavalier sans tête poursuivant Ichabod Crane, huile sur toile, 1858, Smithsonian American Art Museum.

John Quidor naît le 26 janvier 1801, à Tappan, dans le comté de Rockland (État de New York),.
À neuf ans, il déménage à New York avec sa famille,. Il reçoit sa seule formation artistique à l'âge de dix-sept ans, lors d'un bref apprentissage auprès du célèbre portraitiste John Wesley Jarvis.
En 1826, John Quidor part pour New York où il étudie la peinture avec John Wesley Jarvis et Henry Inman[réf. nécessaire].
Au milieu des années 1820, il commence à produire des peintures romantiques inspirées de thèmes littéraires, notamment les nouvelles de Washington Irving La Légende de Sleepy Hollow et Rip Van Winkle, ainsi que le livre de James Fenimore Cooper Les Pionniers (The Pioneers). Il commence à exposer ses œuvres à l'Académie américaine des beaux-arts en 1827.
Il vit ensuite dans une ferme près de Quincy, dans l'Illinois, puis retourne à New York en 1851.
Il semble qu'il ait cessé de peindre en 1868. Bien que salué par la critique, son art est peu apprécié de son vivant. Il meurt dans la misère le 13 décembre 1881 à Jersey City, dans le comté de Hudson (New Jersey),,.
Ce n'est qu'en 1942 qu'une exposition au Brooklyn Museum of Art conduit à sa redécouverte et à sa reconnaissance.

## Œuvre
Ses toiles, aux tonalités romantiques, mêlent souvent humour et scènes macabres. Dix-sept sont inspirées des textes de Washington Irving, avec lequel il est ami.